# Bertram Dean
Bertram Vere Dean (Londra, 21 maggio 1910 – Southampton, 14 aprile 1992) è stato un superstite del naufragio del Titanic. Si trattava di uno dei più giovani imbarcati e, in seguito, uno degli ultimi a morire.

## Biografia
Bertram Dean era il figlio di Bertram Frank Dean e di Georgette Eva Light. Aveva una sorella più giovane, Milvina. Lui e la famiglia s'imbarcarono sul Titanic come passeggeri di terza classe, a Southampton, per trasferirsi in America, a Wichita, Kansas. L'intenzione del padre era quella di aprire una tabaccheria. Nella notte del naufragio, Bertram e la sorellina furono assegnati, con la madre, alla lancia numero 10, per poi essere recuperati dal RMS Carpathia. Il padre morì nel naufragio e il suo corpo non fu mai rinvenuto.
Dopo un breve periodo di permanenza a New York, la madre decise di tornare in Inghilterra con i figli, a bordo del RMS Adriatic.
Tramite il risarcimento ricevuti dalla compagnia White Star Line, Bertram frequentò la King Edward's School di Southampton. Lavorò poi presso alcuni cantieri di Southampton, dove conobbe George Beauchamp, anch'esso superstite del Titanic e probabilmente salvato sulla medesima lancia alla quale era stato assegnato Bertram, e di cui divenne amico.
Bertram si sposò con Dorothy Sinclair. Col passare degli anni, Bertram fu sempre disponibile a rilasciare diverse testimonianze e interviste.
Bertram Dean morì il 14 aprile 1992, a Southampton, all'età di 81 anni, il giorno dell'ottantesimo anniversario del naufragio del Titanic; la vedova Dorothy visse a Southampton fino alla morte. La sorella Millvina, invece, fu la più longeva dei superstiti del naufragio: morì il 31 maggio 2009.